# Leo Burnett
Leo Burnett, född 21 oktober 1891, död 7 juni 1971, var en reklamare som kom att ha stor påverkan på reklamens utveckling. Burnett gick emot dåtidens reklam med dess omfattande texter som beskrev produkten och utvecklade istället lättförstådda annonser. Han räknas tillsammans med David Ogilvy, William Bernbach och Mary Wells Lawrence som en av de som utvecklade Den kreativa revolutionen inom reklamvärlden.
Bland Burnetts uppdragsgivare återfanns bland andra Green Giant, Philip Morris, Procter & Gamble, United Airlines och Oldsmobile (General Motors). Hans företag låg även bakom reklamfigurer som Jolly Green Giant, Tony the Tiger och Marlboro Man.